# Llin Golding
Pour les articles homonymes, voir Golding.
Llinos Golding, baronne Golding (née le 21 mars 1933) est une femme politique du parti travailliste du Royaume-Uni qui siège actuellement à la Chambre des lords. Elle est radiographe et travaille au NHS et est actuellement la marraine de la Society of Radiographers.

## Biographie
Fille du député Ness Edwards, elle est députée de Newcastle-under-Lyme de 1986 à 2001, après avoir remplacé son mari John Golding. Elle ne se représente pas aux élections générales de 2001 et est créée pair à vie en tant que baronne Golding, de Newcastle-under-Lyme dans le comté de Staffordshire, la même année.
La baronne Golding est le pair qui s'est porté garant des deux manifestants "Fathers 4 Justice" qui ont lancé une bombe de farine sur le premier ministre Tony Blair lors des questions du premier ministre le 19 mai 2004. En se portant garant pour eux, Golding a permis au couple d'accéder à la galerie. Plus tard dans l'après-midi, elle s'est excusée auprès des chambres des lords et des communes pour son rôle dans l'affaire.
Elle est membre du conseil d'administration de Countryside Alliance, une organisation pro-chasse.